# Dasineura gallica
Dasineura gallica är en tvåvingeart som först beskrevs av Jean-Jacques Kieffer 1909.  Dasineura gallica ingår i släktet Dasineura och familjen gallmyggor. Inga underarter finns listade i Catalogue of Life.